# 薩拉米納 (馬格達萊納省)

薩拉米納（西班牙語：Salamina），是哥倫比亞的城鎮，位於該國北部馬格達萊納省，始建於1765年9月15日，面積175平方公里，海拔高度75米，2005年人口7,690，人口密度每平方公里6.43人。